# 格拉迪丝·卡森
格拉迪丝·卡森（英語：Gladys Carson，1903年2月8日—1987年11月17日），英国女子游泳运动员，主攻蛙泳。她曾代表英国参加1924年夏季奥林匹克运动会游泳比赛，获得女子200米蛙泳铜牌。